# ウィリアム・グレイ (第13代グレイ卿)
第13代グレイ卿ウィリアム・ジョン・グレイ（英語: William John Gray, 13th Lord Gray、1754年3月 – 1807年12月12日）は、スコットランド貴族。

## 生涯
第11代グレイ卿ジョン・グレイとマーガレット・ブレア（Margaret Blair、1720年8月6日 – 1790年1月23日、アレクサンダー・ブレアの娘）の息子として、1754年3月に生まれた。
コルネットとして第2近衛竜騎兵連隊に入隊した後、1776年に中尉に、1779年に第15竜騎兵連隊の大尉に昇進、1788年に退役した。
1786年12月18日に兄チャールズが死去すると、グレイ卿の爵位を継承した。
1807年12月12日、キンファウンズ城で「失恋により」（"owing to a disappointment in love"）自殺した。生涯未婚だったため、弟フランシスが爵位を継承した。